# 133773 Lindsaykeller
133773 Lindsaykeller este o planetă minoră (asteroid), cu un diametru de 5,957 km, din centura de asteroizi. A fost descoperită pe 19 noiembrie 2003 la Catalina Station⁠(d) de Catalina Sky Survey. 
Obiectul prezintă o orbită caracterizată de o semiaxă mare de 3,1817366120089 UAi, o excentricitate de 0,1, o înclinație de 11,1 ° în raport cu ecliptica.